# SG Dynamo Dresden
A Sportgemeinschaft Dynamo Dresden e. V. , közismert nevén Dynamo Dresden, vagy Dynamo Drezda egy német labdarúgóklub, amelynek székhelye a szászországi Drezda városában van. Az egyesület 1953. április 12-én alakult, és hamar az NDK egyik legnépszerűbb és legsikeresebb klubjává vált. 1953 és 1991 között a csapat 8 bajnoki címet és 7 keletnémet kupát nyert. A német újraegyesítés után a Dynamo négy évet töltött a Bundesligában (1991-1995), ám azóta csak alsóbb osztályokban szerepel.

## Története

### Korai évek (1950-1954)
A második világháború alatt Drezda jelentős szerepet játszott a német futballban: a Dresdner SC 1943-ban és 1944-ben is német bajnok lett. A háború után a megszálló szövetséges hatóságok eltörölték a szervezeteket az egész országban, beleértve a sportegyesületeket és a futballklubokat is. A Dresdner SC 1946-ban, SG Friedrichstadt néven alakult újra, ám ezt a csapatot a szovjet hatóságok 1950-ben beszüntették.
A városnak szükség volt egy új, ideológiailag biztonságos képviselőre, ezért 11 különböző rendőrségi futballcsapat legjobbjaiból összeválogatva megalakult az SG Deutsche Volkspolizei Dresden. Az új csapat már első évében keletnémet kupát (FDGB-Pokal) nyert. 1953 áprilisában megalakult az SV Dynamo, a keletnémet hatóságok sportegyesülete. A Volkspolizei Dresden beolvadt az SV Dynamóba, ezzel létrehozva a Sportgemeinschaft Dynamo Dresdent. 1953-ban a futballklub elnyerte első keletnémet bajnoki címét.
1954-ben, Erich Mielke, a Stasi feje Berlinbe költöztette át a legjobb játékosokat, így létrehozva a Dynamo Berlint. A Dynamo Dresden a maradék csapattagokkal a másodosztályba került.

### Újbóli felemelkedés (1954-1969)
Az eddigi cserékkel, és ifikkel felálló Dynamo 1957-ben már a negyedosztályig csúszott vissza. A lassan összekovácsolódó csapat 1962-ben visszajutott az első osztályba. 1969-től kezdve a német újraegyesítésig, a Dynamo Dresden a keletnémet első osztály tagja maradt. Az 1965-66-os idényben a csapat elszakadt az SV Dynamótól és önálló futballklubbá alakult. Az 1967-ben megszerzett negyedik helyüknek köszönhetően történetük során először részt vehettek egy európai kupasorozatban: a Vásárvárosok kupáján. Csak az első fordulóig jutottak, itt a Rangers állta útjukat.

### Dicsőséges évek (1969-1978)
Az 1970-es években, Walter Fritzsch irányítása alatt a Dynamo Kelet-Németország egyik legjobb csapatává vált. Öt bajnoki címet ( 1971, 1973, 1976, 1977 és 1978), és két kupát is nyertek (1971 és 1977). Népszerűségük az egekben volt, mérkőzéseikre rendszeresen 25 000 fő volt kíváncsi, háromszor több, mint egy átlagos csapatéra. A nemzetközi porondon is jól teljesítettek, olyan elismert csapatokat búcsúztatva, mint a Porto, a Juventus, vagy a Benfica. A UEFA-kupában és a BEK-ben is többször negyeddöntőbe jutottak.
1973-ban, Hans-Jürgen Kreische volt az első Dynamo Dresden játékos, akit a keletnémet bajnokság legjobb játékosának választottak (Fußballer des Jahres). 1977-ben Hans-Jürgen Dörner ugyanebben az elismerésben részesült. (A 80-as években még 4 Dresden játékos nyerte el a címet.) Kreische négy alkalommal lett a liga gólkirálya.

### Fővárosi dominancia (1978-1991)
Erich Mielkét, a Stasi fejét azonban zavarta a Dresden dominanciája és mindent megtett annak érdekében, hogy kedvence, a Berliner FC Dynamo legyen a bajnok. Csalással, megvesztegetéssel és megfélemlítéssel elérte, hogy 1979 és 1988 között csak a berlini csapat ünnepelhetett bajnoki címet. A Dresden e sötét tíz idény alatt hatszor végzett a második helyen, igaz nyertek három keletnémet kupát (1982, 1984, és 1985). A 80-as évek végén, a rendszer hanyatlásával párhuzamosan enyhült a Stasi szorítása. Az 1988-89-es és 1989-90-es bajnokságot ismét a Dresden nyerte.
Az 1988-89-es UEFA-kupa sorozatban a Dynamo egészen az elődöntőig jutott, ez a csapat eddigi legjobb nemzetközi eredménye. Az 1990-91-es BEK volt a Dresden utolsó európai kupaszereplése.
A berlini fal ledöntése után a Bundesliga topcsapatai lecsaptak az igazolhatóvá vált keletnémet tehetségekre. A Dresden is elvesztette két kulcsjátékosát, Ulf Kirstent és Matthias Sammert. A csapat - ideiglenesen - nevet változtatott, az SG Dynamo Dresden SG-jét (Sportgemeinschaft) a divatos 1. FC-re cserélték. A keletnémet bajnokság utolsó, "helyosztó" idényét a második helyen zárták, így helyet kaptak a - már egységes - Bundesligában.
1990-ben a Deutschland-Cup-ot megnyerték a Bayern Münchennel szemben. Ez egy egyszeri futballesemény volt, amelyet 1990 novemberében rendeztek a német újraegyesítés megünneplésére. A mérkőzést egy héttel a Kelet-Német Labdarúgó Szövetség felbomlása és a Német Labdarúgó Szövetséggel való egyesülése után játszották. A két ország bajnokai, a Dynamo Dresden és a Bayern München a drezdai Rudolf-Harbig-Stadionban lejátszott mérkőzésétt a Dinamo 1–0-ra nyerte meg.

## Stadion

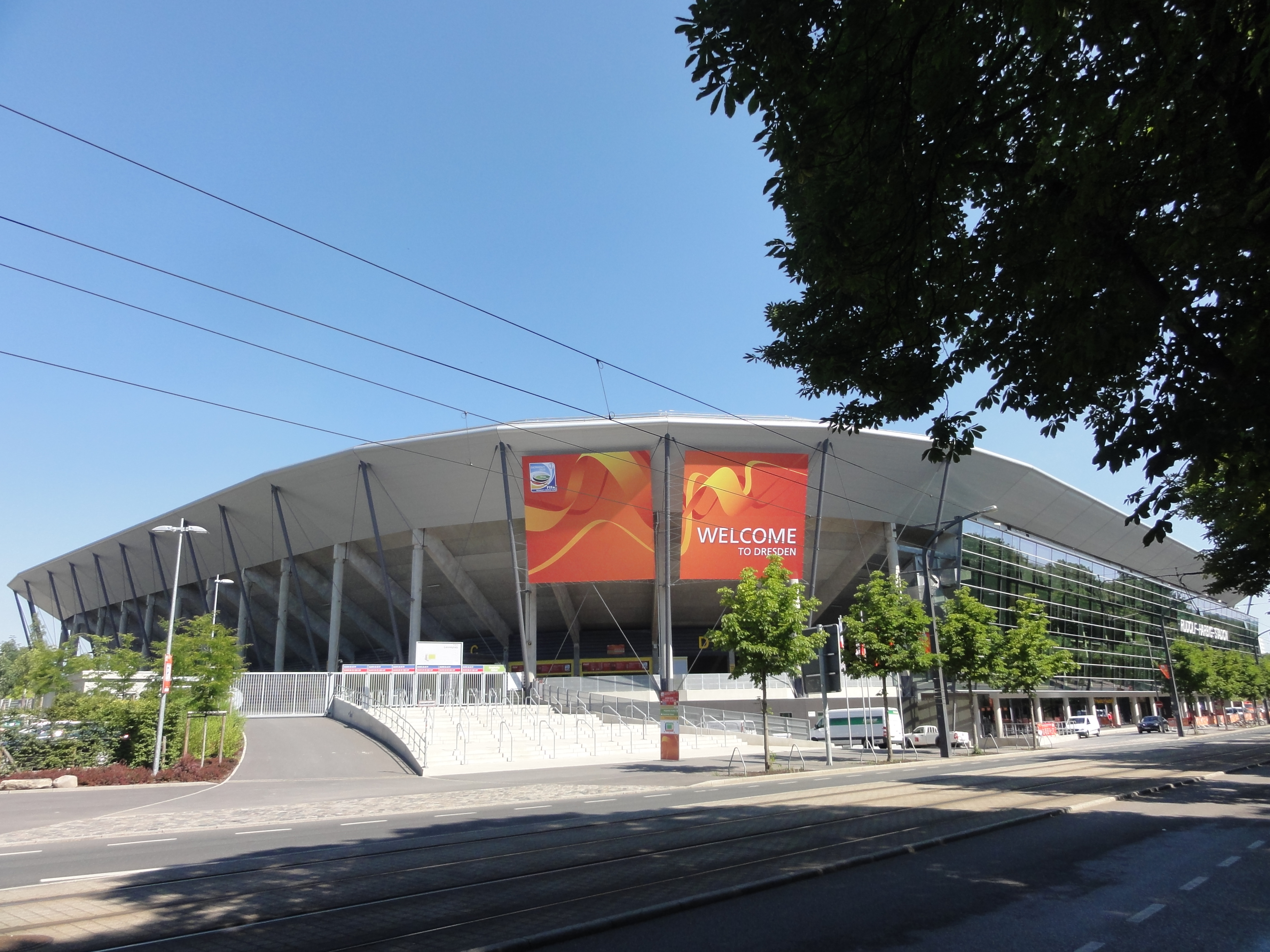
Glücksgas-Stadion

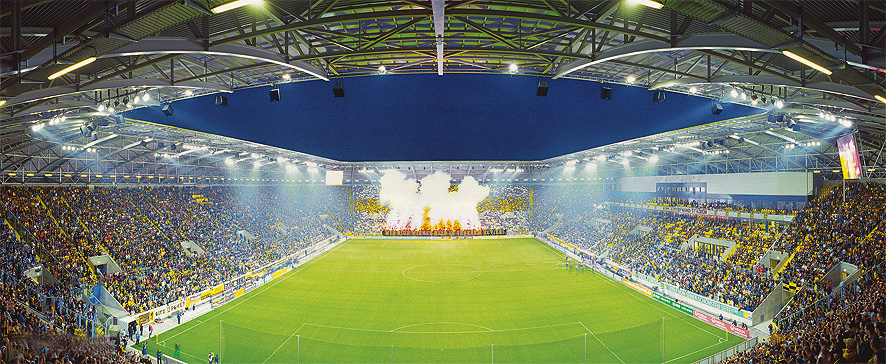
Rudolf-Harbig-Stadion

Az SG Dynamo Dresden a hazai mérkőzéseit a Glücksgas-Stadionban játssza. A létesítmény elődjét 1923-ban adták át. 1953-ban az SV Dynamo tulajdonába került, ekkoriban a stadion a drezdai születésű olimpikon, Rudolf Harbig nevét viselte. A létesítményt 1971-ben Dynamo Stadionra keresztelték át, ám 1990-ben visszakapta előző nevét. A 70-es évek végén két alkalommal is növelték a stadion befogadóképességét, előbb 36 000 férőhelyesre, majd 38 500 férőhelyesre. 1990-ben a FIFA szabványainak megfelelően átépítették, 1956 óta először a játéktér is megújult, majd 2006 és 2009 között modernizálták. A 32 066 fő befogadására képes stadion 2010 óta a Glücksgas-Stadion nevet viseli.

## Keret
frissítve: 2021. július 1.
| #  |     | Poszt | Név                                          |
| -- | --- | ----- | -------------------------------------------- |
| 1  | GER | K     | Kevin Broll                                  |
| 4  | GER | V     | Tim Knipping                                 |
| 5  | GER | KP    | Yannick Stark                                |
| 6  | GER | KP    | Marco Hartmann                               |
| 7  | GRE | CS    | Panagiotis Vlachodimos                       |
| 8  | DOM | KP    | Heinz Mörschel                               |
| 9  | GER | CS    | Pascal Sohm                                  |
| 10 | GER | KP    | Patrick Weihrauch                            |
| 11 | GER | CS    | Agyemang Diawusie                            |
| 13 | GER | KP    | Marvin Stefaniak (kölcsönben a Wolfsburgtól) |
| 14 | AUT | CS    | Philipp Hosiner                              |
| 15 | GER | V     | Chris Löwe                                   |
| 16 | GER | V     | Robin Becker                                 |
| 17 | GER | KP    | Maximilian Großer                            |
| 19 | GER | V     | Jonathan Meier (kölcsönben a FSV Mainztól)   |

| #  |     | Poszt | Név                           |
| -- | --- | ----- | ----------------------------- |
| 20 | GER | KP    | Julius Kade                   |
| 22 | GER | V     | Niklas Kreuzer                |
| 22 | RUS | K     | Anton Mitryushkin             |
| 23 | GER | K     | Stefan Kiefer                 |
| 24 | GER | K     | Patrick Wiegers               |
| 25 | AUS | KP    | Brandon Borrello              |
| 26 | GER | V     | Sebastian Mai                 |
| 27 | GER | KP    | Jonas Kühn                    |
| 28 | GER | KP    | Paul Will                     |
| 33 | GER | KP    | Christoph Daferner            |
| 34 | GER | KP    | Justin Löwe                   |
| 35 | GER | CS    | Ransford-Yeboah Königsdörffer |
| 36 | GER | KP    | Max Kulke                     |
| 37 | SLO | CS    | Luka Štor                     |
| 39 | GER | V     | Kevin Ehlers                  |
| ―  | KOR | CS    | Jong-Min Seo                  |

## Dynamo Dresden II
A Dynamo Dresden második számú, jobbára ifikből álló csapata.

## Jelentős játékosok

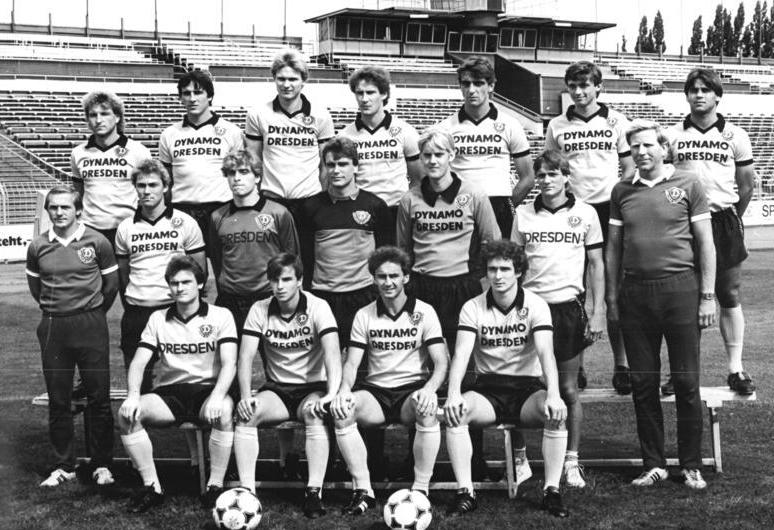
Csapatkép (1986)

| - Hans-Jürgen Dörner - Reinhard Häfner - Torsten Gütschow - Hans-Uwe Pilz - Andreas Trautmann - Gert Heidler | - Udo Schmuck - Maik Wagefeld - Hans-Jürgen Kreische - Matthias Döschner - Volker Oppitz - Ralf Minge | - Dieter Riedel - Hartmut Schade - Klaus Sammer - Bernd Jakubowski - Ulf Kirsten - Matthias Sammer |

## Vezetőedzők
| - Fritz Sack (1950–1951) - Rolf Kukowitsch (1951-1952) - Paul Döring (1952–1953) - Janos Gyarmati (1953–1954) - Helmut Petzold (1954–1955) - Heinz Werner (1956–1956) - Rolf Kukowitsch (1956–1956) - Helmut Petzold (1957–1966) - Manfred Fuchs (1966–1968) - Kurt Kresse (1968–1969) - Walter Fritzsch (1969–1978) - Gerhard Prautzsch (1978–1983) - Klaus Sammer (1983–1986) - Eduard Geyer (1986–1990) - Reinhard Häfner (1990–1991) | - Helmut Schulte (1991–1992) - Klaus Sammer (1992–1993) - Ralf Minge (1993–1993) - Sigfried Held (1993–1994) - Horst Hrubesch (1994–1995) - Ralf Minge (1995–1995) - Hans-Jürgen Kreische (1995–1996) - Udo Schmuck (1996–1996) - Hartmut Schade (1996–1998) - Werner Voigt (1998–1998) - Damian Halata (1998-1999) - Rolf Schafstall (1999–1999) - Colin Bell (1999–2000) - Cor Pot (2000–2001) - Meinhard Hemp (2001–2001) | - Christoph Franke (2001–2005) - Peter Pacult (2005–2006) - Norbert Meier (2006–2007) - Eduard Geyer (2007–2008) - Ruud Kaiser (2008–2009) - Matthias Maucksch (2009–2011) - Ralf Loose (2011–2012) - Peter Pacult (2013–2013) - Olaf Janßen (2013-2014) - Stefan Böger (2014-2015) - Peter Németh (2015-2015) - Uwe Neuhaus (2015-2018) - Cristian Fiél (2018) - Maik Walpurgis (2018-2019) - Cristian Fiél (2019) - Markus Kauczinski (2019)- |

## Sikerek
- Keletnémet bajnokság: 8-szoros bajnok (1953, 1971, 1973, 1976, 1977, 1978, 1989, 1990)
- Keletnémet kupa: 7-szeres győztes (1952, 1971, 1977, 1982, 1984, 1985, 1990)
- UEFA-kupa: elődöntős (1989)

## Külső hivatkozások
- A klub hivatalos honlapja
- Dynamo Dresden a transfermarkt.de oldalán
- Dynamo Dresden a fußballdaten.de oldalán
- Dynamo Dresden a weltfußball.de oldalán
- Dynamo Dresden magyarországi honlapja Archiválva 2021. március 3-i dátummal a Wayback Machine-ben

## Fordítás
- Ez a szócikk részben vagy egészben  a   Dynamo Dresden című angol Wikipédia-szócikk ezen változatának fordításán alapul.  Az eredeti cikk szerkesztőit annak laptörténete sorolja fel. Ez a jelzés csupán a megfogalmazás eredetét és a szerzői jogokat jelzi, nem szolgál a cikkben szereplő információk forrásmegjelöléseként.